# إي تي (فلم)
إي.تي. (بالإنجليزية: E.T. the Extra-Terrestrial) هو فيلم خيال علمي أمريكي أنتج عام 1982، من أنتاج وإخراج ستيفن سبيلبرغ وكتابة ميليسا ماثيسون. يحكي الفيلم قصة صبي اسمه إليوت (بالإنجليزية: Elliott) يصادق مخلوق فضائي ودود ضل سبيله إلى كوكب الأرض، فيحاول إليوت مساعدته للعودة إلى كوكبه الأم بدون أن تعرف أمه والحكومة بأمره. «إي.تي.» هو اسم المخلوق الفضائي.
حقق الفيلم نجاحاً وشعبية كبيرة جداً، حيث تجاوز في أيراداته فلم حرب النجوم وبقي أعلى الأفلام في الإيرادات لمدة عشر
سنوات. النقاد اعتبروا الفلم قصة صداقة خالدة. وهو مصنف كأفضل فلم خيال علمي تم صنعه حسب موقع روتين توميتوز. في عام 2002 تم إصدار نسخة من الفلم بمناسبة الذكرى العشرين على إصداره والنسخة تحتوي على لقطات معدلة ومشاهد إضافية.

## القصة

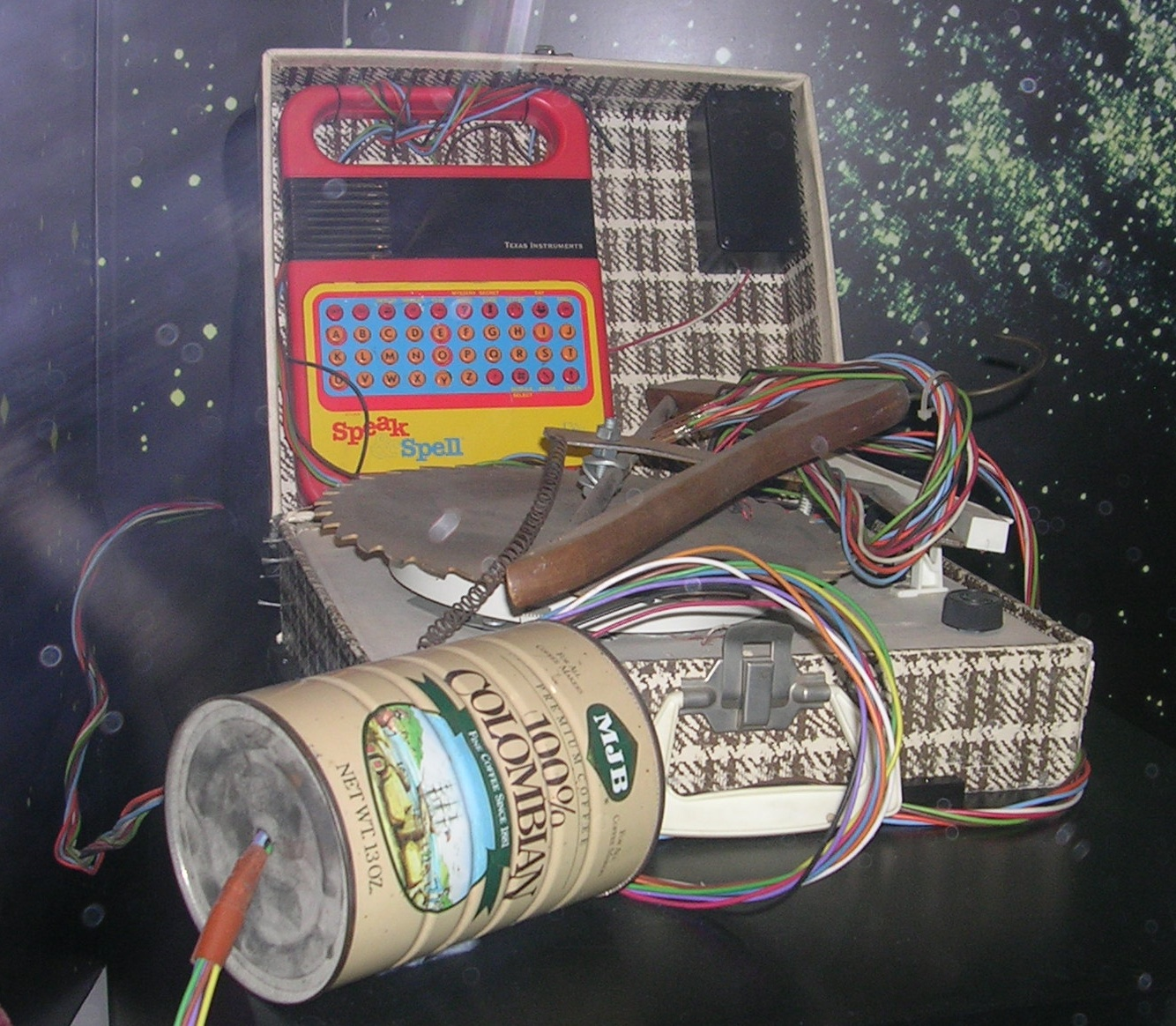
صورة توضيحية من تصوير الفيلم

عند وصول الكائن الفضائي إي تي إلى الأرض، يحميه طفل اسمه إليوت من أعين الغرباء، ويحاول إعادته إلى كوكبه قبل أن يتسبب جو الأرض في موته، إليوت هو صبي عادي لا يمتلك أي شيء يميزه عن أقرانه، إلا أن هذه الحياة العادية تنقلب رأسا على عقب، عندما يعثر إليوت على إي تي، يقرر إليوت الاحتفاظ بالكائن الفضائي الذي يطلق عليه اسم إي تي، ويقوم بتخبئته في مكان سري، بعدما اكتشف أنه كائن مسالم لا خطر منه، ويعتبره أحد أصدقائه ويتعامل معه على هذا الأساس، ولكن صحة إي تي تبدأ في التدهور لعدم قدرته على التكيف مع الجوّ في كوكب الأرض، ويكون الحال الوحيد لإنقاذه هو العثور على طريقة لإعادته لكوكبه، والآن يقف الطفل إليوت أمام الاختيار الصعب بين التضحية بصديقه المقرب من أجل إنقاذه، أو التمسك بوجود الصديق بصورة تعجل بموته.

## المواضيع
استمد سبيلبرغ قصة الفيلم من طلاق والديه. وصف غاري أرنولد من صحيفة ذا واشنطن بوست الفيلم بأنه «سيرة ذاتية روحيًا، وتصوير لصانع الأفلام كطفل نمطي يعيش في الضواحي متميز بمخيلة متقدة غامضة». توجد إشارات عديدة إلى طفولته خلال الفيلم: يلفق إليوت مرضه من خلال وضع ميزان الحرارة على المصباح في حين يغطي وجهه بعبوة تسخين، وهي حيلة طبقها سبيلبرغ الصغير بشكل متكرر. تحمل مضايقة ماكيل لإليوت صدى مضايقات سبيلبرغ لشقيقاته الأصغر سنًا. كما أن تحول مايكل من شخص مزعج لأخيه إلى راع له يعكس ما عاشه سبيلبرغ عندما احتاج إلى العناية بأخواته بعد رحيل والدهم.
ركز النقاد على نقاط التشابه بين حياة إي تي وحياة إليوت، والذي أصبح كائنًا «غريبًا» بعد فقدان والده. كتب أنتوني أوليفر سكوت من صحيفة ذا نيويورك تايمز أنه «في حين كان [إي تي] أكثر الموجودات وضوحًا ويأسًا، يعاني [إليوت] بطريقته الخاصة من الرغبة في العودة إلى المنزل». إي تي هو الرسالة الأولى والأخيرة باسم إليوت. يعتبر موضوع النمو والنضج في صميم الفيلم. وصف الناقد هنري شيهان الفيلم بأنه يعيد قص حكاية بيتر بان من وجهة نظر الطفل المفقود (إليوت): لا يمكن لإي تي أن يحيا جسديًا على الأرض كما لا يمكن لبيتر بان أن يحيا عاطفيًا في نيفرلاند؛ يلعب علماء الحكومة دور القراصنة في نيفرلاند.
إضافة إلى ذلك، الأمر الذي يزيد التقاطع بين القصتين هو أن ماري تقرأ قصة بيتر بان لغيرتي في أحد مشاهد الفيلم. لاحظ فينسنت كانبي من صحيفة ذا نيويورك تايمز بشكل مشابه أن الفيلم «يعيد بكل حرية صياغة عناصر من [..] بيتر بان وساحر أوز». لاحظ بعض النقاد أن تصوير سبيلبرغ للضواحي الأمريكية ظلامي كثيرًا على عكس الاعتقاد الشائع. تبعًا للناقد أنتوني سكوت «بيئة الضواحي، بما فيها من أطفال مهملين وآباء تعيسين، بألعابها المكسورة ومأكولاتها السريعة ذات العلامات التجارية، تبدو كأنها خرجت من قصة لريموند كارفر». كتب تشارلز تايلور من موقع صالون «أفلام سبيلبرغ، على عكس ما توصف دائمًا، ليست تصويرًا هوليووديًا مثاليًا لحياة العائلات والضواحي. تحمل المنازل في هذه البيئة ما تدعوه الناقدة الثقافية كارال آن مارلينغ باسم ’علامات الاستخدام العنيف’».
وجد عدد من النقاد الآخرين نقاط تقاطع دينية بين إي تي ويسوع المسيح. وصف أندرو نايجلز قصة إي تي بأنها «الصلب بمفهوم العلم العسكري» و «إعادة الإحياء بالحب والإيمان». تبعًا لكاتب سيرة حياة سبيلبرغ جوزيف ماكبرايد، توجهت شركة يونيفرسال بيكتشرز بشكل مباشر إلى السوق المسيحية، وذلك من خلال ملصق يذكر بلوحة خلق آدم لميكيلانجيلو (بالتحديد تفصيل ’تلامس الإصبعين’) والشعار الذي يقول ’السلام’. رد سبيلبرغ بأنه لم يرغب في إدخال أي رمزيات دينية في الفيلم، مازحًا بقوله «إذا ذهبت إلى أمي وقلت لها ’أمي، لقد صنعت فيلمًا يحوي رمزيات دينية مسيحية’ ماذا سوف يكون ردها برأيك؟ إنها تملك مطعمًا للأطعمة الحلال (كوشر) في لوس أنجلس).
مع تراكم كمية كبيرة من النقد السينمائي حول الفيلم، حلل العديد من الكتّاب هذا الفيلم بطرق أخرى أيضًا. اعتُبر الفيلم حكاية خرافية معاصرة وخضع للتحليل النفسي. ذكرت المنتجة كاثلين كينيدي أن التسامح موضوع مهم في فيلم إي تي، وقد أصبح أكثر وضوحًا في أعمال سبيلبرغ اللاحقة مثل قائمة شندلر. بسبب كونه وحيدًا خلال سنوات المراهقة، وصف سبيلبرغ القصة بكونها «حكاية أقلية». يمتزج طابع التواصل المميز لسبيلبرغ مع مفهوم التفاهم المتبادل: ذكر أن الصداقة الأساسية في الفيلم بين الإنسان الكائن الفضائي تمثل تصويرًا لإمكانية تجاوز الخصوم في العالم الحقيقي خلافاتهم.

## تقبل الفيلم

### الإصدار والمبيعات
عُرض الفيلم قبل إصداره رسميًا على المجهور في هيوستن، تكساس، حيث حصل على تقييم إيجابي من قبل الجمهور. صدر الفيلم رسميًا في الحفل الختامي لمهرجان كان السينمائي عام 1982، وصدر في الولايات المتحدة الأمريكية في الحادي عشر من يونيو عام 1982. حصل على المرتبة الأولى في شباك التذاكر عند عرضه إذ جمع مبلغ 11 مليون دولار في الأسبوع الافتتاحي، وبقي في قمة مبيعات شبابيك التذاكر لمدة ستة أسابيع؛ تأرجح بعد ذلك بين المركزين الأول والثاني حتى أكتوبر، قبل العودة إلى المركز الأول للمرة الأخيرة في ديسمبر خلال فترة إعادة عرض قصيرة في موسم الأعياد.
في عام 1983 تجاوز إي تي فيلم حرب النجوم كأكثر الأفلام ربحًا في التاريخ، وبحلول نهاية فترة عرضه في السينما كان قد جمع مبلغ 359 مليون دولار في أمريكا الشمالية و619 مليون دولار حول العالم. يقدر موقع بوكس أوفيس موجو أن الفيلم باع أكثر من 120 مليون تذكرة في الولايات المتحدة خلال فترة عرضه الأولى. حصل سبيلبرغ على 500,000 دولار يوميًا كحصة من الأرباح، في حين ارتفعت أرباح شركة هيرشي بنسبة 65% بسبب استخدام حلوى ريسز بيسز. قدم «النادي الرسمي لإي تي» صورًا فوتوغرافية ورسالة إخبارية تدع القراء «يعيشون لحظات الفيلم الخالدة ومشاهدهم المفضلة مرة أخرى» وسجلًا فوتوغرافيًا مع «منزل تلفون» ومقاطع صوتية أخرى.
أُعيد إصدار الفيلم مرة أخرى عامي 1985 و2002، محققًا 60 مليون دولار و68 مليون دولار على الترتيب، ليصل إلى إجمالي عالمي قدره 792 مليون دولار جمعت منه أمريكا الشمالية 435 مليون دولار. حافظ على الرقم القياسي العالمي حتى تجاوزه فيلم الحديقة الجوراسية -الذي أخرجه سبيلبرغ أيضًا- عام 1983، على الرغم من نجاحه في المحافظة على الرقم القياسي المحلي لمدة أربعة أعوام أخرى، قبل أن يستعيد حرب النجوم الصدارة من خلال إعادة إصدار للفيلم الأصلي.
صدرت منه نسخة مسجلة على الفي إتش إس والليزرديسك في السابع والعشرين من أكتوبر عام 1988؛ من أجل مكافحة القرصنة الرقمية، لُونت واقيات الشريط وحاملات الشريط على أشرطة الكاسيت الفيديوية باللون الأخضر، ثُبت على الشريط ذاته لصاقة مجسمة لشعار يونيفيرسال عام 1963 (بشكل مشابه للصور المجسمة على بطاقة الائتمان)، وشُفر باسم شركة ماكروفيجن. في أمريكا الشمالية لوحدها، وصلت مبيعات الفي إتش إس إلى 75 مليون دولار. في عام 1991، بدأت شركة سيرز ببيع أشرطة إي تي بشكل حصري في متاجرها كجزء من الترويج لموسم الأعياد. أُعيد طرح الفيلم على أقراص في إتش إس والليزرديسك مرة أخرى عام 1996. تضمن قرص الليزرديسك وثائقيًا مدته 90 دقيقة. تضمن هذا الوثائقي -الذي أنتجه وأخرجه لورنت بوزيرو- مقابلات مع سبيلبرغ والمنتجة كاثلين كينيدي والمؤلف جون وليامز وعدد من أفراد الطاقم التمثيلي وفريق الإنتاج. تضمن القرص أيضًا إعلانات سينمائية تشويقية وتسجيلًا موسيقيًا حصريًا ومشاهد محذوفة وألبوم صور ثابتة. تضمن قرص في إتش إس  عشر دقائق من الوثائقي ذاته الموجود على الليزرديسك.
باع الفيلم أكثر من 15 مليون وحدة في إتش إس في الولايات المتحدة، وجمع أكثر من 250 مليون دولار من خلال عائدات مبيعات الفيديو. أُجر كاسيت الفي إتش إس الخاص بالفيلم أكثر من ستة ملايين مرة خلال أول أسبوعين من إصداره عام 1988، وهو رقم قياسي حافظ على فيلم إي تي حتى إطلاق نسخة في إتش إس من فيلم باتمان في العام التالي. جمع إصدار فيلم إي تي على أقراص الدي في دي والبلوراي عام 2012 مبلغ 24.4 مليون دولار حتى عام 2017 في الولايات المتحدة. جمع فيلم إي تي أكثر من مليار دولار من خلال بيع البضائع التجارية والهدايا المتعلقة بالفيلم حتى عام 1998.

## وصلات خارجية
- مقالات تستعمل روابط فنية بلا صلة مع ويكي بيانات

1. 1 2  Taylor، Charles (22 مارس 2002). "You can go home again". صالون (موقع إنترنت). مؤرشف من الأصل في 2008-08-02. اطلع عليه بتاريخ 2008-09-11.
2. ↑  E.T. — The Reunion (DVD). Universal, directed by Laurent Bouzereau. 2002.
3. ↑  Thomas A. Sebeok. "Enter Textuality: Echoes from the Extra-Terrestrial." In Poetics Today (1985), Porter Institute for Poetics and Semiotics. Published by Duke University Press.
4. ↑  Wuntch، Philip (19 يوليو 1985). "Return of E.T.". دالاس مورنينغ نيوز.
5. ↑  Kauffmann، Stanley (27 يوليو 1982). "The Gospel According to St. Steven". ذا نيو ريببلك. مؤرشف من الأصل في 2019-07-08.
6. ↑  Anton Karl Kozlovic. "The Structural Characteristics of the Cinematic Christ-figure," نسخة محفوظة February 23, 2005, على موقع واي باك مشين. Journal of Religion and Popular Culture 8 (Fall 2004). [وصلة مكسورة]
7. ↑  Crist، Judith (1984). "Take 22: Moviemakers on Moviemaking". Viking.
8. ↑  ريتشارد شيكل (interviewer) (9 يوليو 2007). Spielberg on Spielberg. تيرنر كلاسيك موفيز.
9. ↑  "Festival de Cannes: E.T. the Extra-Terrestrial". festival-cannes.com. مؤرشف من الأصل في يناير 3, 2014. اطلع عليه بتاريخ يونيو 13, 2009.
10. 1 2  Ebert، Roger (9 أغسطس 1985). "E.T.: The Second Coming". Movieline.
11. ↑  "Spielberg's Creativity". نيويورك تايمز. ديسمبر 25, 1982. مؤرشف من الأصل في يونيو 5, 2009. اطلع عليه بتاريخ أبريل 17, 2010.
12. ↑  Callo، Jim (23 أغسطس 1982). "Director Steven Spielberg Takes the Wraps Off E.T., Revealing His Secrets at Last". بيبول.
13. ↑  CERONE, DANIEL (نوفمبر 27, 1991). "'E.T.' . . . Call Sears : Giant Retailer Uses Giant Film to Ring in Holiday Ratings, Shoppers". Los Angeles Times (بالإنجليزية الأمريكية). ISSN:0458-3035. Archived from the original on أغسطس 29, 2016. Retrieved سبتمبر 8, 2016.
14. ↑  "VCR: a boon for the bargain hunter". يونايتد برس إنترناشيونال (بالإنجليزية). 24 Oct 1988. Archived from the original on 2018-09-05.